# 天主教科爾多瓦教區
天主教科爾多瓦教區（拉丁語：Dioecesis Cordubensis）是羅馬天主教一個教區，位於西班牙科爾多瓦省首府科爾多瓦，屬西維爾總教區。
教區成立於3世紀，1583年教區修道院成立。2010年有教友780,005人，佔轄區總人口99.6%。教區下轄230個堂區，有376名司鐸。現任教區主教為德米特里·費爾南德斯·岡薩雷斯。